# 外濱町
41°02′35.7″N 140°37′56.4″E / 41.043250°N 140.632333°E
外濱町（日语：／ Sotogahama machi */?）是位於日本青森縣北部、津輕半島東北部的町。東邊面向陸奧灣，西邊隔著中山山脈與中泊町接壤，坐落於津輕半島最北端的龍飛崎則位於津輕國定公園的範圍內。轄區分成位於東部的蟹田、平館地區，以及位於北部的三廄地區，並且被今別町分隔形成飛地。外濱町在對外通勤與就學方面相當依賴南邊的青森市，當地人口則多集中在蟹田站與外濱中央醫院的周圍地區。設於境內的三廄站為津輕線的終點。當地以漁業為主。

## 地理
外濱町境內約90%的總面積被森林覆蓋。轄區分成東部的蟹田和平館地區，以及位於北部的三廄地區；前者面向平館海峽，後者則面向津輕海峽。當地人口主要集中在蟹田與三廄地區，前者集中在蟹田站與外濱中央醫院周圍，後者集中在外濱町役場三廄支所至三廄站之間的地區，聚落和耕地則多位於海岸線與河川的流域上。砂川澤、藤股澤川、清水股澤川、上小國澤、南小國澤、北小國澤、中師澤等流經蟹田地區，並與往東注入陸奧灣的蟹田川匯流。發源於袴腰岳的湯澤川流經平館地區並注入陸奧灣，而發源境內最高峰 - 海拔713公尺的增山岳的增川川、算用師川則流經三廄地區。

### 氣候
根據統計，2015年至2020年外濱町的年均溫約為 9.6℃至10.5℃，年降雨量約1219毫米至1779.5毫米不等，11月至4月為當地的降雪期。外濱町在春季末期至夏季會受到來自鄂霍茨克海的涼冷東北風吹拂，不僅使當地溫度降低，也對農作物造成損害。冬季受到風向偏西且強烈的風勢吹拂，日照時間短且降雪的日子增加。

## 歷史
位於蟹田地區的大平山元遺跡曾發現生火煮飯的痕跡，以及日本最古老的陶器碎片。大平山元遺跡於2021年7月被列為日本北部的繩紋史前遺址群，並且被聯合國教科文組織列為世界文化遺產。而位於三廄地區，同樣屬於繩紋時代的宇鐵遺跡發掘出彌生時代的陶器與裝飾品，部分出土的文物則被指定為日本的重要文化財。
2005年3月28日，舊蟹田町、舊平館村和舊三廐村合併成現今的外濱町。

## 行政
- 町長：森內勇（兩任）（任期：2009年（平成21年）4月23日）
  - 出生於1936年（昭和11年）3月2日（69歳） 簡歷（縣議會議員）
- 町議會：14人
- 青森地域廣域消防事務工會（管轄：外濱町、青森市、今別町、蓬田村）

### 縣行政機關
- 青森縣警察外濱警察署

## 產業
當地以漁業為主，其次是建築業、醫療業等產業。

## 交通

### 鐵道
- 東日本旅客鐵道
  - 津輕線 ：蟹田站 - 中小國站 - 大平站 -（今別町）- 三廐站
- 北海道旅客鐵道
  - 海峽線 ：中小國站 - 新中小國信號場 -（今別町）- 青函隧道南口 - 龍飛定點（原龍飛海底站，現已廢站）
  - 北海道新幹線穿越此町，但未設站，最近的站為新青森車站

### 巴士
- 外濱町循環巴士
  - 蟹田地區循環巴士
  - 平館地區循環巴士（舊平館村營巴士）

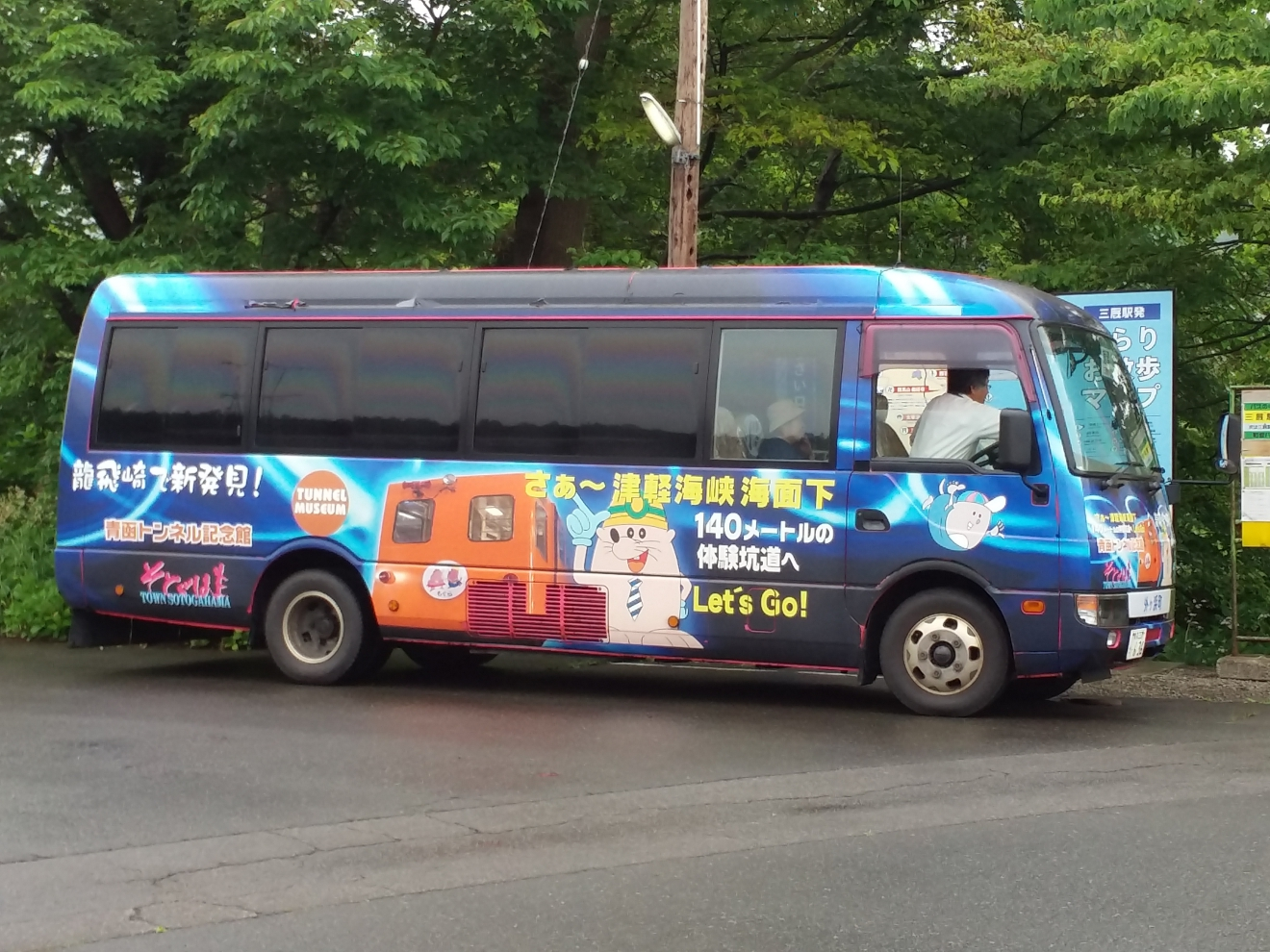
三厩地區循環巴士

  - 三廐地區循環巴士（舊三廐村地域循環巴士）

### 道路
- 國道
  - 國道280號（道之驛平館）
  - 國道339號（道之驛三廐）
- 主要地方道
  - 青森縣道12號鰺澤蟹田線（やまなみ隧道、大平隧道）
  - 青森縣道14號今別蟹田線
- 一般縣道
- 青森縣道230號三廐停車場線
- 青森縣道238號蟹田停車場線
  - 青森縣道281號三廐停車場龍飛崎線
  - 青森縣道286號三廐小泊線
- 其他
  - 清水股林道
  - 陸奧松蔭道
  - 增泊林道

### 船舶
- 蟹田港

陸奧灣渡輪 蟹田～脇野澤（冬季期間停航）
- 三廐港

東日本渡輪 三廐～北海道福島町（於1998年起停航，正在募集其他公司的參與）

## 觀光
- 龍飛崎
- 龍飛崎溫泉

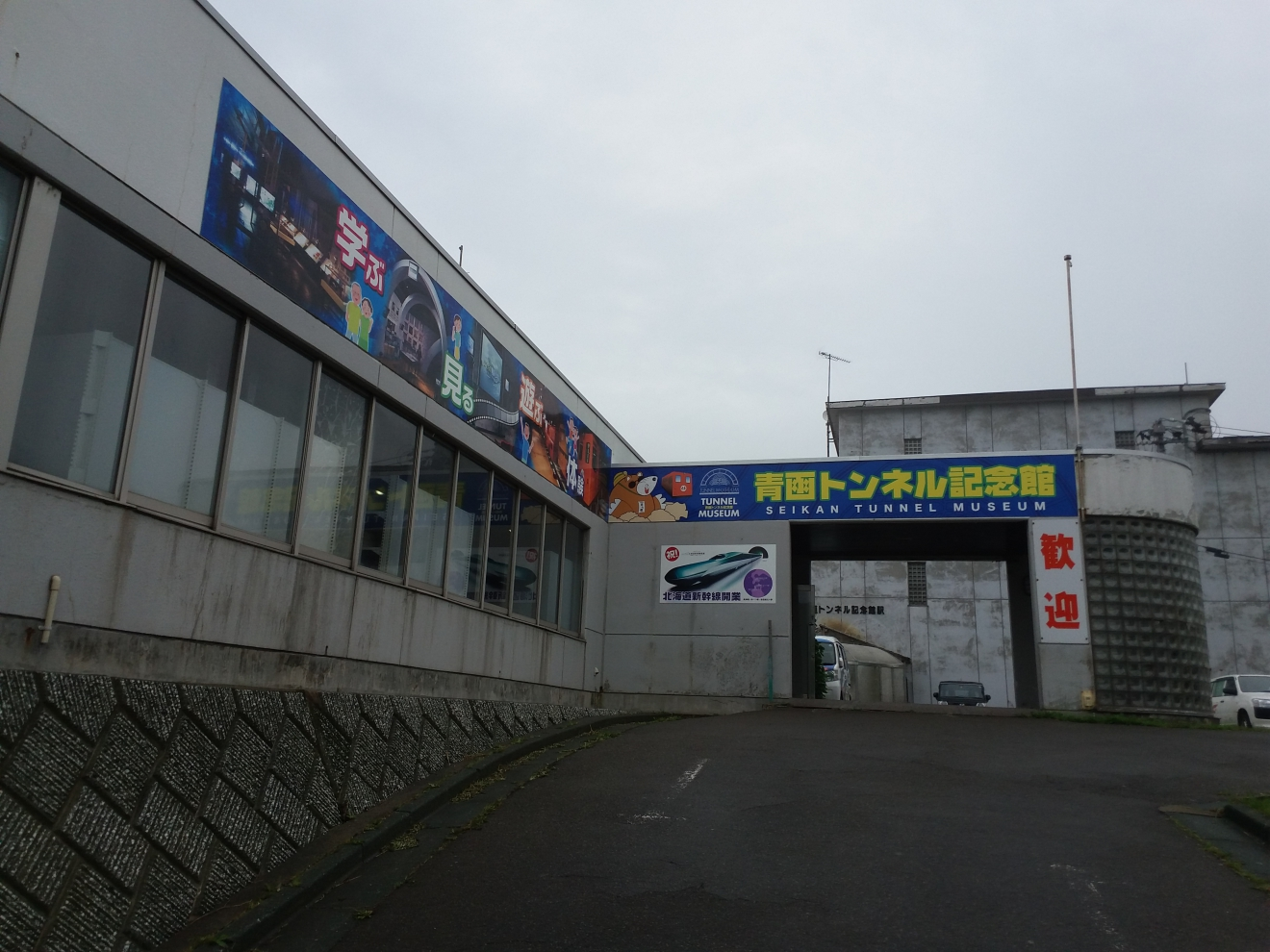
青函隧道紀念館

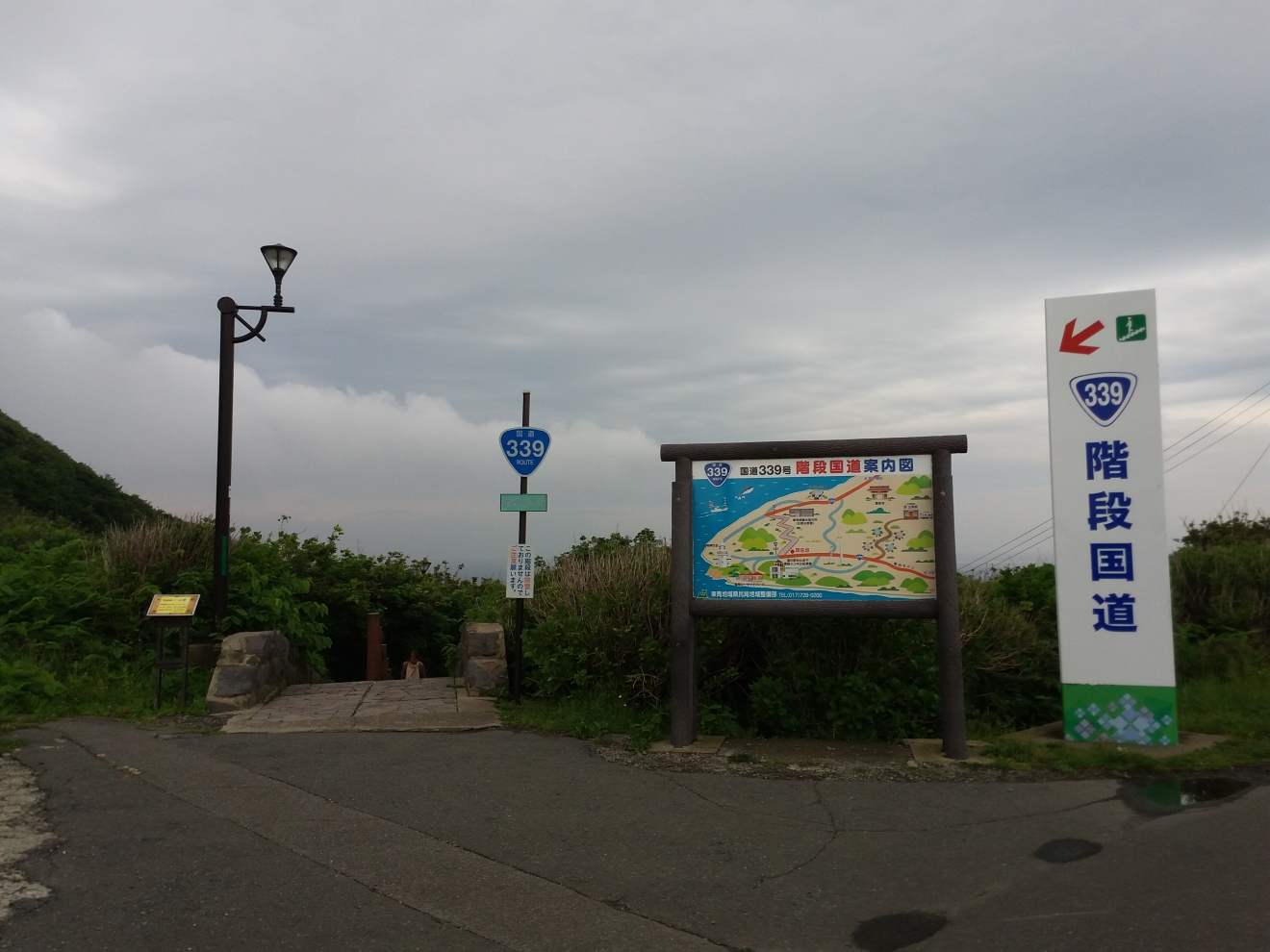
階段國道

- 青函隧道記念館（三廐龍澤） （页面存档备份，存于）
- 林間家庭國
- 太宰碑公園（太宰治的碑）
- 首位船桅
- 大山故鄉資料館（外濱町字蟹田大平澤邊）
- 觀瀾山公園
- 觀瀾山公園海水公園
- 一本町公園
- 一本松
- 階段國道
- 義經寺
- 平館台場遺蹟（平館田之澤）縣史跡 （页面存档备份，存于）、弘前藩時代的砲台遺跡。

## 地域

### 分所
- 平館分所
- 三廐分所

### 教育

#### 中學
- 外濱町立蟹田中學
- 外濱町立平館中學
- 外濱町立三廐中學

#### 小學
- 外濱町立蟹田小學
- 外濱町立平館小學
- 外濱町立三廐小學

## 本地出身名人
- 狐狼丸山（職業拳擊手）
- 田澤拓也（非虛構作品作家）
- 新高惠子（女演員）

### 其他
- 松坂大輔（棒球選手，蟹田町）※出生於青森縣青森市並出身於東京都江東區，其母親出身於舊蟹田町。
- 工藤靜香（歌手、女演員，蟹田町）※出生於東京都羽村市，不過年少時曾經在本地生活。